# ビョルン・キルヒアイゼン
ビョルン・キルヒアイゼン（Björn Kircheisen、1983年8月6日 - ）は、ドイツ、ザクセン州Erlabrunn出身のノルディック複合選手。WSV Johanngeorgenstadtに所属している。

## プロフィール
1998年のドイツ15歳クラスチャンピオン、1999年の16歳クラスチャンピオンとなるなど早くから実績を残す。
2001年のノルディックスキージュニア世界選手権団体で金メダル獲得、同年ノルディック複合・ワールドカップにデビューした。
ジュニア世界選手権では2002年に個人グンダーセン、団体の2冠、2003年は個人グンダーセン、個人スプリント、団体の3冠を達成した。
18歳で出場した2002年ソルトレークシティオリンピックでは個人グンダーセン5位、個人スプリント9位、団体銀メダルの好成績を残した。
2003年のノルディックスキー世界選手権、個人グンダーセン7位、個人スプリントは17位、団体は前年のオリンピックと同様銀メダルだった。
2005年の世界選手権では個人グンダーセンで銀メダル、個人スプリント4位、団体でも銀メダルだった。
2006年トリノオリンピックでは個人グンダーセン、個人スプリントとも7位、団体ではまたしても銀メダルに甘んじた。
2007年の世界選手権、個人スプリントではジャンプで1位となったもののクロスカントリーで順位を落とし銅メダル、個人グンダーセンでは7位だった。金メダルを狙った団体ではアンカーとして追い上げたがフィンランドに及ばず銀メダルだった。
2009年の世界選手権では個人マススタートで26位、個人ノーマルヒル45位と振るわなかったが個人ラージヒルでは銀メダルを獲得した。団体ではゴール前の接戦で日本に及ばずまたしても銀メダルだった。
ワールドカップでは2015-2016シーズン終了時点で通算16勝（2位14回、3位12回）をあげ、総合では2002-2003シーズンと2005-2006シーズンに3位となったのが自己最高位である。
また、ドイツ選手権では2006年にはスプリントとグンダーセンでともに優勝、2008年にスプリントで優勝している。2006年のホルメンコーレン大会、個人スプリントで優勝。
2017年の世界選手権では個人ノーマルヒルでは銅メダルを獲得した。2013年の世界選手権以来の出場となった団体ノーマルヒルではジャンプ・クロスカントリーとも一番手を務め、ドイツの同種目の連覇に貢献するとともに、五輪・世界選手権通じて自身初の金メダルを獲得した。